# Deutsche Herzen – Deutsche Helden (Theaterstück)
Deutsche Herzen – Deutsche Helden ist ein Theaterstück, das am 16. Mai 1992 im Garten des Wasserschlosses Concordia in Bamberg uraufgeführt wurde.
Das Stück wurde von Rainer Lewandowski für die Bühne eingerichtet und von Horst Mentzel inszeniert. Ausstattungsleiter war Wolfgang Clausnitzer. Die Bearbeitung folgte dem ersten Kapitel „Eine deutsche Sultana“ der Originalfassung von Karl Mays Roman Deutsche Herzen – Deutsche Helden, die als Band II.20–25 der Historisch-kritischen Ausgabe, herausgegeben von Hermann Wiedenroth und Hans Wollschläger, erschienen ist.
Neu war ein Erzähler, der kleinere Rollen übernahm und ansonsten die losen Teile verband. Insgesamt waren neben den Schauspielern 50 Statisten beschäftigt.
Zu der Aufführung gab es ein Programmheft von 66 Seiten mit Beiträgen von Walther Ilmer, Hans Wollschläger, Bernd Lutz, Klaus Podak, Gerhard Klußmeier, Hainer Plaul, Robert Müller, Ernst Bloch und Karl May.

## Inhalt
„Mit der Introduktion die Schurken Derwisch Osman und Ibrahim Pascha am Grabe Melek Paschas begann es. Dann traten die Hauptakteure, der Maler Paul Normann und Hermann Wallert alias Adlerhorst in Aktion, oft am Rande der Klamotte, aber die Regie hielt das im zulässigen Rahmen. Lord Eagle-nest kam hinzu, er betrat die Szene, nachdem er die Regnitz in einem Boot überquert hatte. Hermann und Paul befreien nun die in einen Harem verkauften Sklavinnen Tschita und Zykyma. Tschita ist eine Adlerhorst-Tochter, die es stets verstanden hat, sich nicht von ihrer jüdischen Amme Sarah trennen zu müssen, ein kleines Frauchen, das von Eagle-nest am Schluß voller Begeisterung auf den Armen getragen wird. Zykyma aber gesteht ihrem Befreier Hermann, daß sie sich bereits im Kaukasus mit einem gewissen Georg verlobt habe. Georg aber ist ein Bruder von Hermann, wie es bei May geschrieben steht. Ohne Rücksicht darauf, daß man sich dadurch in der Bühnenfassung um ein rundes Happy End brachte, blieb man auch hier textgetreu. Auch die Dirnen Lea und Rahel spielen mit. In Gesellschaft ihrer Kolleginnen diskutieren sie mit Eagle-nest, der nicht imstande ist, zwischen Harem und Freudenhaus zu unterscheiden.“

## Kritik
„An einem milden sommerlichen Abend Ende Mai füllten sich die amphitheatralisch ansteigenden Zuschauerreihen im Garten des Wasserschlosses Concordia zu Bamberg bis fast auf den letzten Platz. Zum soundsovielten Male stand die Karl-May-Uraufführung „Deutsche Herzen, deutsche Helden“ auf dem Programm, ein Stück, das mit ganz erstaunlicher Werktreue in Handlung und Sprache gestaltet war, woran es den meisten Freilichtaufführungen, Bühnenstücken und Filmadaptionen mangelt. (Als rühmliche Ausnahmen sollen erwähnt werden die Bühnenfassung „Winnetou“ von Ludwig Körner 1929 und – mit einiger Einschränkung – der Film „Durch die Wüste“ von 1936.)
Das Bamberger Spiel umfaßte das erste Großkapitel des Romans, die Ereignisse in Konstantinopel betreffend. Das Stück wurde eingerichtet vom Intendanten des E.T.A.-Hoffmann-Theaters, Rainer Lewandowski, die Inszenierung lag bei Horst Mentzel in guten Händen. So maygetreu das alles war, so theatergerecht war es auch. Zwei Stunden lang – ohne Unterbrechung – wurden die Zuschauer verzaubert. Elemente aus Shakespeares „Sommernachtstraum“, aus Mozarts „Entführung“, aus dem Circus Roncalli und dem Traumtheater Salome waren in einem großen, umfassenden Bogen zusammengeschmolzen. Ein Erzähler führte durch das Stück, sprang für fehlende kleine Dienerrollen ein und gab den Darstellern gelegentlich Soufflierhilfen. Trotz des makabren Hintergrundes – die versuchte Vernichtung der Familie Adlerhorst – war dezenter Humor stets angesagt, so wie das bei May üblich ist. ...
Nahezu 50 namentlich genannte Statisten wirkten mit: Sklaven und Sklavinnen, Haremsdamen, Freudenmädchen, Soldaten, Palastwachen sowie eine Bauchtänzerin, Feuerschlucker, Stockkämpfer, Fächerträger, Bettler und andere mehr; dazu ein als Matrose verkleideter Mann vom Technischen Hilfsdienst, der Eagle-nest über die Regnitz rudert. 
Es war ein Fest. Die Atmosphäre war gleichbleibend vom Anfang bis zum Ende. Kein Wort ging verloren. Es müssen viele Nicht-Karl-May-Kenner unter den Zuschauern gewesen sein. Denn anfangs brach jedesmal Gelächter auf, wenn von einem „Franken“ die Rede war. (Wie der May-Leser weiß, werden im Orient die Europäer so genannt.) Die Bamberger, stolz darauf, Franken zu sein, fühlten sich aber wohl persönlich angesprochen. Aber im Laufe der Aufführung merkten sie dann doch, wie das von Karl May gemeint war, und werden es ihm verziehen haben.
Der Originalroman umfaßt 2610 Seiten. Irgendwie mußte man jedoch mit dieser einen Episode zum Abschluß kommen. Das wurde gelöst, indem zum Schluß die beiden Schurken mit schweren Säbeln aufeinander losgingen. Damit war ein weiteres Element integriert, die Schaukämpfe aus den Bud-Spencer-Filmen. Unter schallendem Gelächter des Publikums haben sich die beiden Schurken entweder „umgemördert“ oder auch nur ohnmächtig geschlagen. Die Intendanz kann sie also wieder auferstehen lassen, falls sie eine weitere Episode aus dem Mammut-Roman bringen will – bis die restlichen Überlebenden der Familie Adlerhorst wieder zusammengefunden haben. Der Beifall war ausdauernd.“

## Programmheft
- ETA Hoffmann Theater (Hrsg.): Karl May: Deutsche Herzen, Deutsche Helden. Uraufführung. Garten des Wasserschlosses Concordia, Bamberg 1992 (Premiere am 16. Mai 1992), darin:
  - Wolfgang Clausnitzer: Umschlagentwurf, Federzeichnung und Figurinen.
  - Walther Ilmer: Deutsche Herzen, deutsche Helden, S. 6 f. Zuerst in: SoKMG 6/1977, S. 6 ff. (Onlinefassung)
  - Bernd Lutz: Karl May, S. 10–15. Zuerst in: Metzler Lexikon Autoren, 1986.
  - Klaus Podak: Ich bin Hakawati. Leben auf dem Stern Sitara: Karl May zum 150. Geburtstag, S. 17–27.
  - G. Klussmeier/H. Plaul: Autor von Lieferungsromanen: Karl May, S. 28 f.
  - Ernst Bloch: Kolportage, S. 36 f.
  - Karl May: Arabische Fantasia, S. 39 f.
  - Hans Wollschläger: Karl May. Grundrisse eines gebrochenen Lebens. Auszug, S. 42–54.
  - Robert Müller: Nachruf auf Karl May, S. 55–58. Zuerst in: Fremden-Blatt, Wien, 3. April 1912; abgedruckt in: JbKMG 1970, S. 106 ff. (Onlinefassung)

## Quelle
- Eintrag im Karl-May-Wiki zur Uraufführung